# Estremoz
Estremoz is een plaats en gemeente in het Portugese district Évora. De gemeente heeft een totale oppervlakte van 514 km² en telde 14.318 inwoners in 2011. De stad bestaat uit een boven-en benedenstad. De bovenstad is het oudste deel en is ontstaan rond het kasteel. De stad deed in het verleden dienst als verblijfplaats van Portugese koningen, zij verbleven graag in de stad omwille van de marmer die hier overal is terug te vinden. 
Vele van de gebouwen bestaan dan ook uit marmer, zoals de toren van de drie knopen die toeristen kunnen bezoeken. De benedenstad is ruimer en opener, op het grote centrale plein is er elke zaterdag een traditionele markt met verse streekproducten, maar ook met antiek. Rondom Estremoz bevinden zich verschillende marmergroeven, die de marmer hebben geleverd voor vele bekende bouwwerken in Portugal. Er zijn ook 26 wijndomeinen in de stad, en vele goede restaurants. 

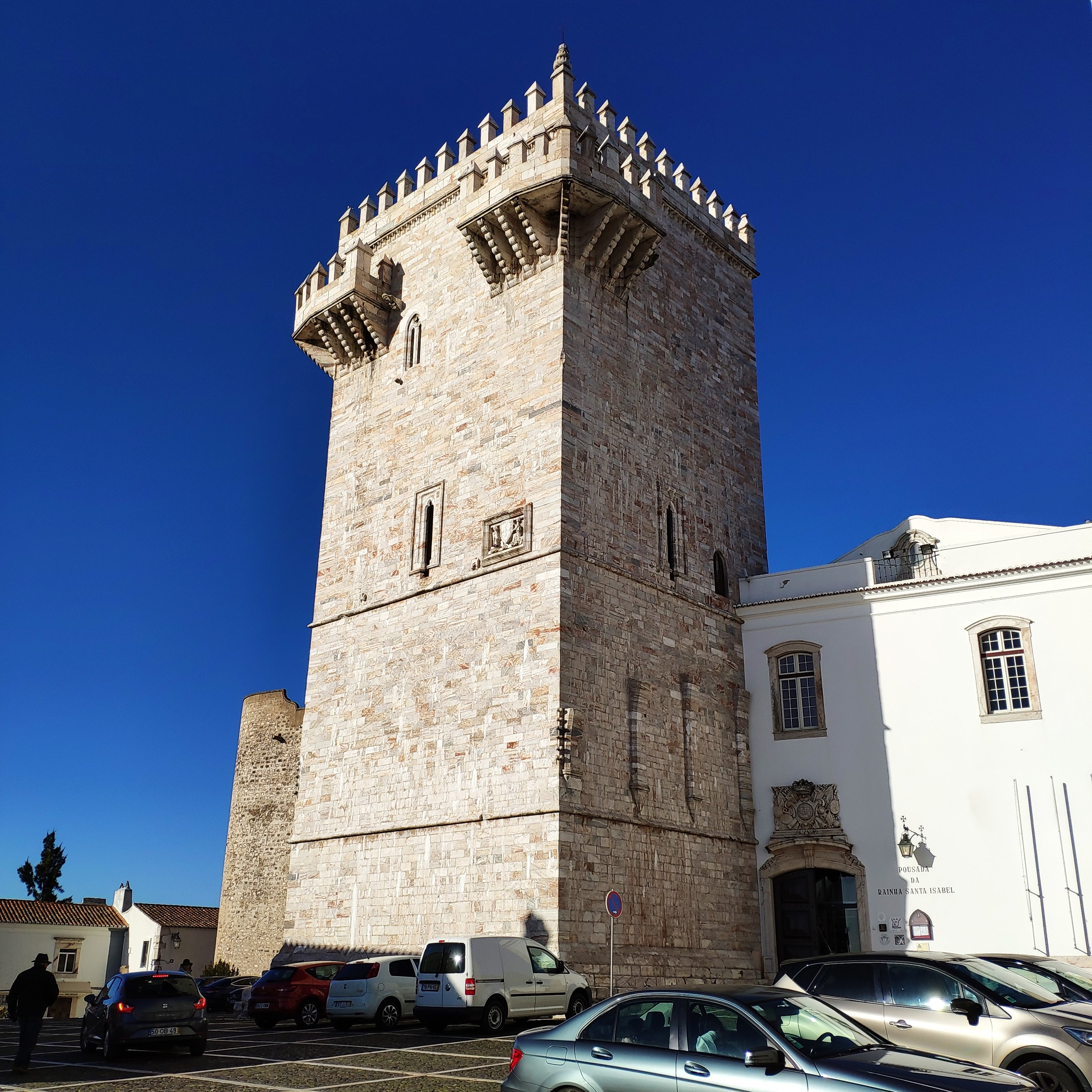
Toren van de Drie Kronen in Estremoz

## Kernen van de gemeente
- Arcos
- Évora Monte
- Glória
- Santa Maria (Estremoz)
- Santa Vitória do Ameixial
- Santo André (Estremoz)
- Santo Estêvão
- São Bento de Ana Loura
- São Bento do Ameixial
- São Bento do Cortiço
- São Domingos de Ana Loura
- São Lourenço de Mamporcão
- Veiros

## Geboren in Estremoz
- Francisco de Melo  (1597-1651), landvoogd van de Zuidelijke Nederlanden.
- João de Sousa Carvalho (1745-1798), componist
- António de Spínola (1910-1996), militair en politicus